# Исаков, Пётр Михайлович
Пётр Михайлович Исаков (1923—1945) — старший лейтенант Рабоче-крестьянской Красной Армии, участник Великой Отечественной войны, Герой Советского Союза (1945).

## Биография
Родился 13 июня 1923 года в посёлке Алексеевка (ныне — город Акколь в Акмолинской области Казахстана). Получил среднее образование. В сентябре 1942 года Исаков был призван на службу в Рабоче-крестьянскую Красную Армию. С сентября того же года — на фронтах Великой Отечественной войны. В 1943 году Исаков окончил курсы младших лейтенантов. К январю 1945 года гвардии старший лейтенант Пётр Исаков командовал ротой 142-го гвардейского стрелкового полка 47-й гвардейской стрелковой дивизии 8-й гвардейской армии 1-го Белорусского фронта. Отличился во время освобождения Польши.
14-15 января 1945 года рота Исакова успешно прорвала немецкую оборону в районе населённого пункта Закшев к востоку от города Варка и разгромила вражеский опорный пункт на господствующей высоте. 17 января Исаков погиб в бою. Похоронен в деревне Станишубка Радомского воеводства Польши.
Указом Президиума Верховного Совета СССР от 24 марта 1945 года гвардии старший лейтенант Пётр Исаков посмертно был удостоен высокого звания Героя Советского Союза. Также был награждён орденами Ленина и Красной Звезды.
В честь Исакова названа улица и первая школа,на территории которой был установлен бюст. Также на доме где жил и рос Исаков была установлена мемориальная плита.Ныне бюст и плита отсутствуют..